# Renate Sick-Glaser
Renate Sick-Glaser  (* 1948 in München) ist eine deutsche Unternehmerin. Sie war bis 2022 Mehrheitsaktionärin des Sick-Konzerns.

## Leben
Sick-Glaser ist die Tochter von Gisela (1922–2024) und Erwin Sick (1909–1988), dem Gründer der Sick AG. Nach ihrem Schulabschluss absolvierte sie eine Ausbildung zur Krankengymnastin und schloss als staatlich geprüfte Krankengymnastin ab. Anschließend arbeitete sie am Spastiker-Zentrum München und in einem Behindertenheim in Buchloe in den Bereichen Orthopädie, Pädiatrie und Neurologie. 1987 machte sie sich mit einer Praxis selbstständig.
Im Jahr 1998 wechselte sie zur Sick AG, um ihre Mutter Gisela zu unterstützen, später wurde sie Geschäftsführerin der Sick Holding GmbH. Von 2007 bis 2022 war sie Mitglied des Aufsichtsrats der Sick AG. 2018 übernahm sie zusätzlich die Geschäftsführung der Sick-Glaser GmbH. 2022 übertrug sie die Mehrheitsanteile der SICK Holding GmbH an ihren Sohn Sebastian.

### Stiftung
2013 gründete sie gemeinsam mit ihrer Schwester die „Renate und Waltraut Sick Stiftung“ mit Sitz in Freiburg. Die Stiftung fördert Projekte aus Kultur, Bildung, Erziehung, Sport allgemein und Sport für Menschen mit Behinderung.
Beispiele:
- Bildung und Erziehung: Freiburger Straßenschule (Träger: SOS-Kinderdorf Freiburg-Schwarzwald), Internationale Musische Tagung – IMTA, Wendepunkt
- Musik: LIveMusicNow, ZMF Gala Heim- und Fluchtorchester, Freiburger Barockorchester
- Kunst und Kultur: JugendKunstParkour, Denk ich an Deutschland in der Nacht (Träger: Interkulturelles Theater Freiburg), PTSV Jahn Freiburg Showtanzgruppe „Das blaue Wunder“
- Sport Allgemein und Sport für Menschen mit Behinderung: Freiburger Turnerschaft von 1844 e.V. – Projekt Medien-gestütztes Rollkunstlauf-Training, Verein zur Förderung des nordischen Behindertenskilaufs, IPC Weltcup[3][4]

2019 übernahm sie als Nachfolgerin ihrer Mutter den Vorsitz des Stiftungsrates der „Gisela und Erwin Sick Stiftung“.
Im Rahmen ihrer Förderungen im Bereich der Kultur ist sie eine der wichtigen Förderer des Zelt Musik Festivals (ZMF) auf dem Mundenhof in Freiburg im Breisgau.

## Ehrungen
Im Oktober 2022 wurde ihr im Rahmen einer Feierstunde in der SICK Sensor Intelligence Academy (SIA) von der Baden-Württembergischen Wirtschaftsministerin  Nicole Hoffmeister-Kraut das Bundesverdienstkreuz am Bande für ihr außergewöhnliches, ehrenamtliches Engagement für Bildung, Sport und karitative Zwecke verliehen. Zitat aus der Laudatio der  Wirtschaftsministerin:
„Für Renate Sick-Glaser ist es zu einer Lebensaufgabe geworden, Kinder und Jugendliche für die Welt der Technik zu begeistern, ihr Interesse zu wecken und Talente zu fördern. Über die von ihrer Mutter gegründete ‚Gisela und Erwin Sick Stiftung‘ hat sie viele nachhaltig wirkende Großprojekte angestoßen und insbesondere den Förderschwerpunkt der MINT-Bildung erheblich ausgeweitet. Damit hat sie sich nicht zuletzt um den Technologiestandort Baden-Württemberg in hohem Maße verdient gemacht“  Dazu gehören das Schülerforschungszentrum Region Freiburg und die MINT-Region Südbaden.